# Flugplatz Sonnen

i7
i11
i13
Der Flugplatz Sonnen (ICAO-Code: EDPS) ist ein Sonderlandeplatz nahe der niederbayerischen Gemeinde Sonnen.

## Geografie
Der Flugplatz liegt in einer Hochebene, zwei Kilometer östlich des historischen Ortskernes von Sonnen bei dem Ortsteil Oberneureuth auf einer Höhe von etwa 820 m ü. NN. Die Rollbahn verläuft nach Norden hin etwas abschüssig, so dass die Piste 02 bei 824 m aufsetzt, die Piste 20 jedoch erst bei 812 m ü. NN. Westlich steigt das Gelände zu dem 947 m hohen Oberfrauenwald hin an, naturräumlich gehört es zum südlichen Bayerischen Wald. Neun Kilometer östlich verläuft die Staatsgrenze zu Österreich und 14 km nordöstlich diejenige zu Tschechien hin.

## Flugplatz und Ausstattung
Der Flugplatz ist für Luftfahrzeuge aller Art bis 2000 kg Höchstabfluggewicht (MTOW), Hubschrauber bis 5700 kg zugelassen und hat keine geregelten Betriebszeiten. Der private Betreiber ist die Flugplatz Sonnen GmbH. Eine Landung ist nur nach vorheriger Anmeldung möglich (PPR). Der Platz führt den ICAO-Code EDPS.
Es bestehen mehrere Wirtschaftsgebäude, ein Tower (GE 118.960 MHz), fünf Hangars, eine Gaststätte und Übernachtungsmöglichkeiten am Ort.

## Zwischenfälle
- Am 20. Juli 2013 verfehlte eine aus Österreich ankommende Cessna bei der Landung das Pistenende, querte die Kreisstraße und kam stark beschädigt im Straßengraben zum Stehen. Der Pilot blieb hierbei unverletzt.[5]
- Am 24. Juli 2014 gelang ebenfalls einem Österreicher die Landung mit seiner Piper nicht. Auch er querte die Straße und kam stark beschädigt erst in einer Wiese zum Stand.[6]

## Verkehr
Die Kreisstraße PA 44 erschließt den Flugplatz zu der südlich verlaufenden Staatsstraße St 2128 hin. Der ÖPNV bedient den Flugplatz in Oberneureuth tagsüber fahrplanmäßig mit der Regionalbus-Ostbayern-Buslinie 7599.